# Магистраль вечности
«Магистраль вечности» — последний фантастический роман известного американского  писателя-фантаста Клиффорда Саймака.

## Сюжет
Далёкое будущее. Миллионы лет от Рождества Христова. Люди разрешили социальные, экономические и политические проблемы, достигли небывалых высот развития техники, и, как показалось большинству, прогресс теперь бессмыслен. Единственным людским занятием теперь становится размышление — размышление целыми днями и годами, а вся работа ложилась на роботов. И в этот самый момент на Землю приземляются пришельцы по имени бесконечники; утверждая, что одно единственное явление, способное пережить гибель Вселенной — это разум и что для бессмертия нужно лишь уничтожить тело и оставить разум, бесконечники быстро завоевали популярность. Большинство людей теперь гнездятся огромными роями на кристаллических решётках. Но превращение в чистый разум оказалось по душе не всем. Семья Эвансов сбежала на машине времени от бесконечников в средние века. Они обосновались в местечке Гопкинс Акр и жили довольно мирно в течение многих лет. Но вдруг в Гопкинс Акр являются два незнакомца из 20-го века, Том Бун и Джей Коркоран; они попали сюда, оказавшись в машине времени благодаря своим неординарным способностям. С этого времени со всей семьёй Эвансов случаются необычайные приключения. Их начинают преследовать бесконечники, посылая роботов-убийц. Спасаясь от них, друзья скрываются в различных временных эпохах, но затем благополучно встречаются в Галактическом центре. Они задаются целью изменить ход человеческой истории так, чтобы она не привела к превращению людей в чистый разум. В этом им помогает удивительный и энергичный пришелец «Конепёс», на самом деле бессмертный последний представитель своей расы, помогающий развиваться цивилизациям. Автор размышляет о путях их развития.